# 旧图赫班德
旧图赫班德（德語：Alt Tucheband）是德国勃兰登堡州的市镇，隶属于梅尔基施-奥得兰县，总面积为30.51平方千米，截至2020年总人口为790人。